# Júnior Maranhão
Júnior Maranhão (Colinas, 17 de junio de 1977) es un exfutbolista brasileño que se desempeñaba como centrocampista.
Jugó para clubes como el Figueirense, Santa Cruz, Oita Trinita, Sport Recife y Marília.

## Trayectoria

### Clubes
| Club                 | País   | Año         |
| -------------------- | ------ | ----------- |
| Imperatriz           | Brasil | 1997        |
| Americano            | Brasil | 1998 - 2000 |
| Figueirense          | Brasil | 2001        |
| Sergipe              | Brasil | 2001 - 2002 |
| Ituano               | Brasil | 2003        |
| Caldense             | Brasil | 2004        |
| Real Madrid Castilla | España | 2004        |
| FC Atlético Cearense | Brasil | 2005        |
| Santa Cruz           | Brasil | 2005 - 2006 |
| Oita Trinita         | Japón  | 2007        |
| Sport Recife         | Brasil | 2007 - 2008 |
| Mirassol             | Brasil | 2009        |
| Campinense           | Brasil | 2009        |
| Rio Branco           | Brasil | 2010        |
| Salgueiro            | Brasil | 2010        |
| Marília              | Brasil | 2011        |
| Serrano              | Brasil | 2011        |
| River Plate          | Brasil | 2011        |